# Ferrovia Alto Pistoiese
La Ferrovia Alto Pistoiese (FAP), dal nome della società concessionaria ed esercente, conosciuta anche come ferrovia Pracchia–San Marcello Pistoiese–Mammiano, fu una linea ferroviaria a scartamento ridotto italiano (950 mm), elettrificata a 1200 volt in corrente continua e attiva tra il 1926 ed il 1965.

## Storia

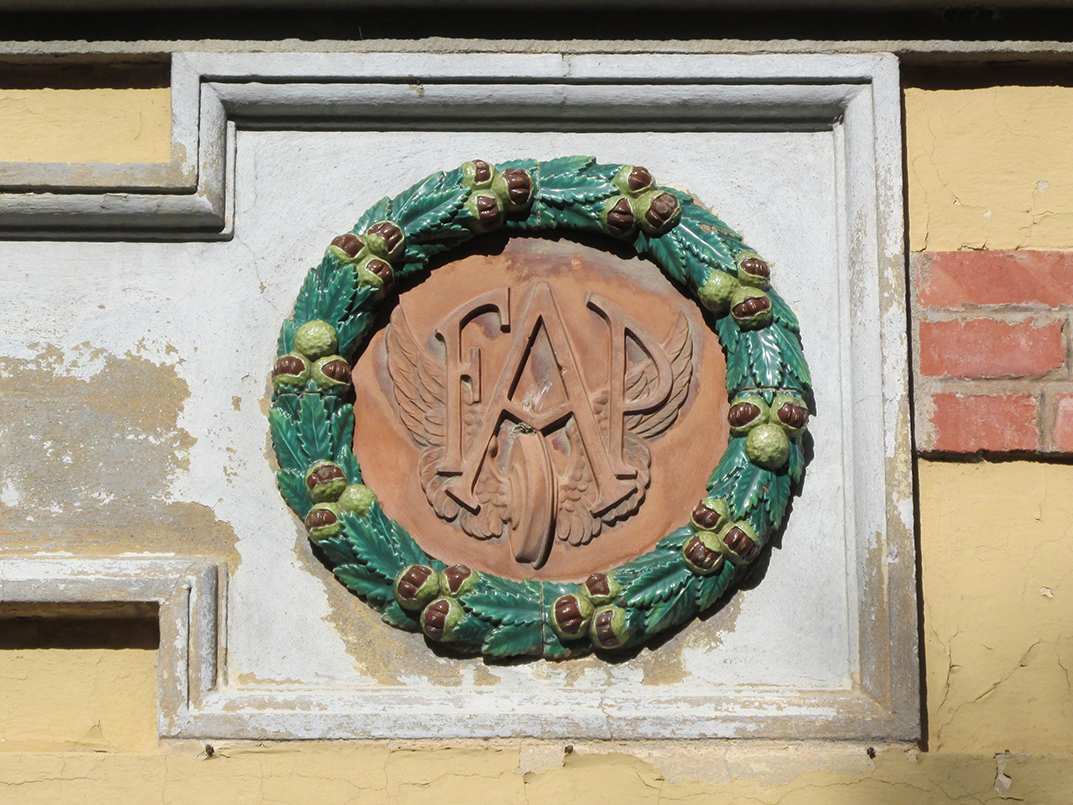
Logo FAP sulla facciata della stazione di Pracchia

L'apertura al servizio nel 1864 della linea Pistoia - Bologna via Pracchia e Porretta, che fino al 1934 restò l'asse portante dei collegamenti ferroviari tra Nord e Sud della penisola e che aveva nella stazione di Pracchia FS (culmine della linea) uno degli impianti più importanti della nuova ferrovia, aveva favorito la conoscenza nazionale della Montagna pistoiese e il suo avvicinamento ai maggiori flussi del traffico turistico di allora.
Già in vecchie immagini della stazione di Pracchia FS del 1860-70 si può scorgere la grande tettoia-capannone di legno attigua al fabbricato viaggiatori dal lato del piazzale esterno dove sostavano le carrozze in attesa dell'arrivo dei treni. Fin dal 1875 era esistente un servizio di vetture di posta a cavalli che, in coincidenza con i primi treni del mattino in arrivo alla stazione di Pracchia, conduceva dopo circa un'ora e mezza di viaggio a San Marcello Pistoiese. Durante la stagione climaticamente più favorevole la vettura chiusa veniva sostituita da una carrozza aperta sui lati (omnibus) in modo da rendere più piacevole il viaggio. Gli orari delle corse con il tempo divennero due (con partenze alle 10.00 e alle 18.00 da Pracchia) con vetture da 10 posti a sedere trainate da due soli cavalli.
La prima idea di un collegamento ferroviario tra la stazione ferroviaria di Pracchia e la valle del fiume Lima risale circa al 1880, quando Vilfredo Pareto, a quel tempo direttore generale della Società delle Ferriere Italiane, incaricò Cipriano Turri di verificare e promuovere un progetto di linea tranviaria o ferroviaria che collegasse Pracchia, Limestre, Mammiano e La Lima.
L'idea, ben definita, venne anche utilizzata a scopo elettorale: nel 1882, anno in cui il Pareto fu candidato nelle elezioni nazionali per il collegio Prato-Pistoia-San Marcello Pistoiese, alcuni avversari politici criticarono il progetto, considerandolo di pura propaganda elettorale.
Cipriano Turri, industriale con uno stabilimento per la lavorazione del rame a Limestre gestito insieme al fratello Ferdinando e a Felice Ponsard (nel 1882 agente elettorale di Pareto a San Marcello Pistoiese), si occupò subito del problema, incaricandone gli ingegneri Narciso Frosali e Charles Scheibner, i cui progetti tuttavia si rivelarono non adeguati e troppo costosi. Il progetto Frosali prevedeva addirittura una costosissima galleria di oltre un chilometro sotto il Monte Oppio. Il progetto iniziale prevedeva la trazione a vapore, ma con l'evoluzione della tecnica si prese in esame anche quella elettrica.
Il Turri si interessò sino alla fine degli anni novanta al progetto, facendo costruire anche alcuni modelli di locomotive elettriche ed un tratto sperimentale di binario a La Lima, ma in seguito abbandonò definitivamente l'idea del collegamento ferroviario. Con tutta probabilità il tratto di binario costruito per prova ed alcuni vagoni verranno utilizzati dalla Cartiera Cini de La Lima per una piccola linea interna di alcune centinaia di metri. Il percorso definitivo della Ferrovia Alto Pistoiese ricalcherà poi, in parte, quello stabilito da Sheibner.
Al 1915 invece risale un progetto di una ferrovia fino all'Abetone e a Modena, ma la realizzazione della Ferrovia dell'Alto Pistoiese avvenne più tardi. In quella data risultava attiva una linea a scartamento ridotto metrico (non italiano di 950 mm) lunga 4,641 metri totalmente in sede promiscua al lato della strada e che era stata creata dalla Società Metallurgica Italiana (SMI) per collegare il proprio stabilimento di Campo Tizzoro con Pracchia. Questa ferrovia-raccordo era gestita con trazione a vapore e rispetto al tracciato successivamente realizzato per la linea Pracchia-Mammiano correva sempre sulla sponda sinistra del Reno fino al ponte stradale posto davanti alla stazione di Pracchia FS che veniva attraversato con una curva di raggio ridottissimo (soli 17 m) che, descrivendo un tornante, giungeva sul posto dove sarebbe poi stata realizzata la stazione di Pracchia FAP.
Sempre al 1915 a firma degli ingegneri Luigi Orlando e Alberto Lodolo, risale la presentazione del primo progetto di massima per la costruzione della ferrovia come la conosciamo oggi. Nel 1916 il progetto venne approvato e il 13 novembre dello stesso anno si costituì in Livorno la società anonima Ferrovia dell'Alto Pistoiese. Ne facevano parte l'ingegnere Orlando, l'ingegnere Lodolo (che rappresentava l'industriale Giovan Cosimo Cini) e l'ingegnere Pirro Liguori, anch'egli industriale. La linea venne progettata principalmente a servizio della produzione bellica della SMI i cui stabilimenti furono raccordati ai binari anche nell'impianto di Limestre, ma la ferrovia risultava essere anche la grande aspirazione degli abitanti delle zone montane. La decisione di realizzarla a scartamento ridotto però, se comportò una minore spesa, creò le condizioni per altri problemi, sia per la SMI, che per le FS: infatti lo scartamento ridotto comportava alte spese di trasbordo che ne vanificavano in parte l'economicità.
Dal 12 luglio del 1919, la nascita della Società Automobilistica Lazzi di Cutigliano aveva favorito la sostituzione delle vetture a cavalli con le prime autocorriere grazie all'utilizzo di due vecchi Fiat 18 BL residuati della prima guerra mondiale. Il servizio automobilistico permise di estendere le corse fino all'Abetone e a Pievepelago..
I lavori di costruzione della linea, diretti dall'ingegnere Giusto Puccini, iniziarono sempre nel 1919. La ferrovia Pracchia-Mammiano fu inaugurata lunedì 21 giugno del 1926 alla presenza del Presidente della Camera dei deputati Antonio Casertano e del ministro delle comunicazioni Costanzo Ciano.

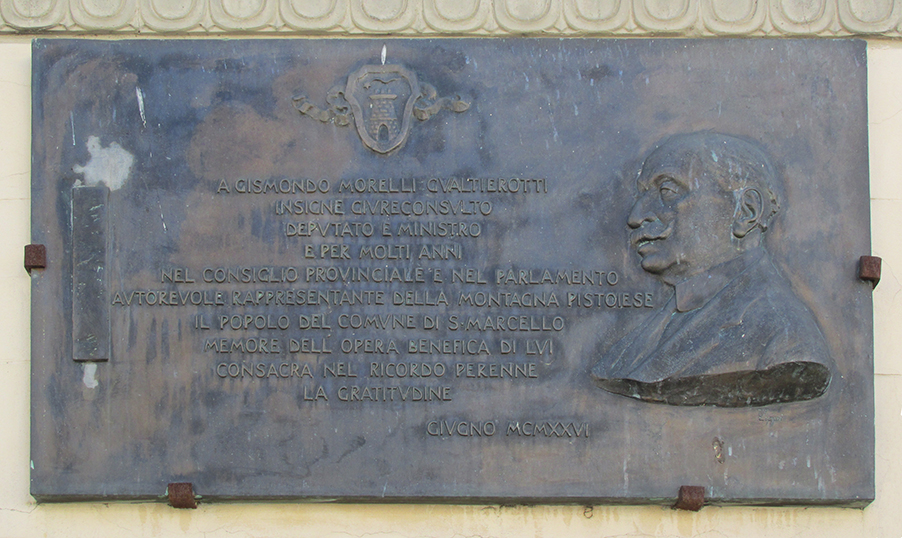
Targa commemorativa a Gismondo Morelli Gualtierotti scoperta il 21 giugno 1926

Il treno inaugurale, decorato con festoni di fiori, partì da Pracchia intorno alle ore 9.00 e giunse a San Marcello alle ore 10.00. Fu un avvenimento memorabile per la Montagna pistoiese dato che la ferrovia la univa con la linea Porrettana, che fino al 1934 faceva parte delle più importanti vie di comunicazione ferrate tra il nord e il sud Italia contribuendo alla valorizzazione turistica di tutto il comprensorio montano pistoiese.
All'atto dell'inaugurazione nel 1926 la linea risultò essere lunga 16,702 m tra gli assi dei fabbricati viaggiatori di Pracchia e Mammiano, di cui circa 3/4 in sede propria, con una pendenza massima del 40‰, il raggio minimo delle curve risultò essere di soli 35 m (potendo in questo senso classificare la linea come una ferrotranvia), mentre l'alimentazione era elettrica a 1200 V in corrente continua. Furono costruiti 25 tra ponti e i ponticelli; nei pressi della stazione di Maresca vi era l'opera d'arte più importante della linea: un viadotto a 4 luci di 6 metri ciascuna che scavalcava il torrente. I fabbricati della linea, costruiti in pietra con uso di mattoni per incorniciare porte, finestre e riquadrature, avevano un aspetto severo e monumentale.
Il primo orario prevedeva quattro coppie di treni giornalieri, che salivano a sei coppie in determinati periodi.
La ferrovia FAP ebbe tra il 1925 e il 1965 un movimento passeggeri pari a 16.786.319 viaggiatori, toccando le punte massime nei periodi della guerra mondiale; il movimento merci fu pari a 938.864 tonnellate, di circa cui 763.786 tonnellate trasportate tra il 1926 e il 1944, a dimostrazione di come nel dopoguerra il quantitativo di merci trasportate si fosse drasticamente ridotto. Nel 1936 la linea raggiunse il più alto prodotto chilometrico tra le ferrovie concesse a scartamento ridotto italiane dietro alla sola e ben più estesa rete Circumvesuviana. Nel periodo bellico la maggior parte della produzione della SMI venne spedita per ferrovia e la FAP fu fortemente utilizzata. Dal dopoguerra il traffico merci si ridusse e la FAP continuò al servizio di operai ed impiegati per recarsi al lavoro e dei turisti estivi per i vari centri e per la stazione di Pracchia.
Nel 1951 però la SMI, principale azionista, cedette il pacchetto azionario alla SACA (una cooperativa di trasportatori) e nel 1956 il nuovo proprietario fu costretto a chiudere il tratto San Marcello-Mammiano (sul quale gravava l'onere del recesso da San Marcello Pistoiese), sostituendolo con gli autobus. La linea venne soppressa undici anni più tardi e il 30 settembre del 1965 il treno fece la sua ultima corsa tra Pracchia e San Marcello Pistoiese.
Il 1º ottobre 1965 la ferrovia fu soppressa e il materiale rotabile demolito. Secondo alcuni autori questo avvenne con un atto illegittimo in quanto la già esistente legge nr. 1221 del 2 agosto 1952 imponeva la promulgazione di un'apposita legge per tali tipi di soppressione, mentre l'ordine di chiusura avvenne con un semplice decreto ministeriale.
All'atto della chiusura anche la Rai dedicò un servizio alla FAP nella sua rubrica "Cronache italiane". Linea ferroviaria e impianti furono poi completamente smantellati nel corso del 1968. Tutto il materiale rotabile dovrebbe essere stato distrutto, anche se esistono ancora oggi un vagone adibito a sala ristorante di un locale posto nei pressi dell'uscita del casello autostradale di Chiesina Uzzanese, sulla Firenze-Mare. In particolare il sito del ristorante riporta che sono presenti le carrozze matricola C201 e C202 e il carro merci G301, unici pezzi di tutto il materiale rotabile che si sono salvati dalla demolizione.

## Caratteristiche
Il percorso della Ferrovia Alto Pistoiese si snodava per 16,538 km, da Pracchia sino a Mammiano, superando un dislivello di 228 metri con una pendenza media del 40‰. Il profilo risultava sempre ascendente fino al monte Oppio, culmine della linea, e sempre discendente nella rimanente metà. Come stabilito dall'accordo con il Ministero dei Lavori Pubblici, i tratti in sede promiscua non superavano un terzo dello sviluppo complessivo della linea.
La ferrovia era realizzata a scartamento ridotto di 950 mm e armata con rotaie Vignoles di peso 25,400 kg per metro lunghe 12 metri poste su traversine di legno di rovere di dimensioni 1,75x0,22x0,12. Il raggio minimo delle curve era di 40 metri e il rettifilo minimo interposto fra curve di flesso contrario di 35 metri. La trazione era elettrica a corrente continua con tensione di 1200 Volt fornita da una linea di contatto in filo di rame sostenuta da pali di ferro con mensole disposti a 35 m l'uno dall'altro.

### Percorso
|  | Continuation backward |

| Unknown route-map component "exKBHFa" | Station on track |

| 58+596 |
| 0+000  |

| Unknown route-map component "exSTR" | Unknown route-map component "CONTl+g" |

| Unknown route-map component "exhKRZWae" |

| Unknown route-map component "exBST" |

| Unknown route-map component "exHST" |

| Unknown route-map component "exWBRÜCKE1" |

| Unknown route-map component "exBHF" |

| Unknown route-map component "exBHF" |

| Unknown route-map component "exhKRZWae" |

| Unknown route-map component "exBST" |

| Unknown route-map component "exHST" |

| Unknown route-map component "exBHF" |

| Unknown route-map component "exBST" |

| Unknown route-map component "exHST" |

| Unknown route-map component "exKRWgl" | Unknown route-map component "exKRW+r" |

| Unknown route-map component "exSTR" | Unknown route-map component "exhSTRae" |

| Unknown route-map component "exKBHFe" | Unknown route-map component "exSTR" |

| 15+253 |
| 0+169  |

|  | Unknown route-map component "exKBHFe" |

Il tracciato, lungo poco meno di 16,8 km, collegava le località di Pracchia (e l'omonima stazione posta sulla ferrovia Bologna–Pistoia) con Mammiano passando per Pontepetri, Campo Tizzoro, Maresca, Gavinana, Limestre e San Marcello Pistoiese. Tutte le località anzidette sono frazioni dei comuni di Pistoia e San Marcello Pistoiese.

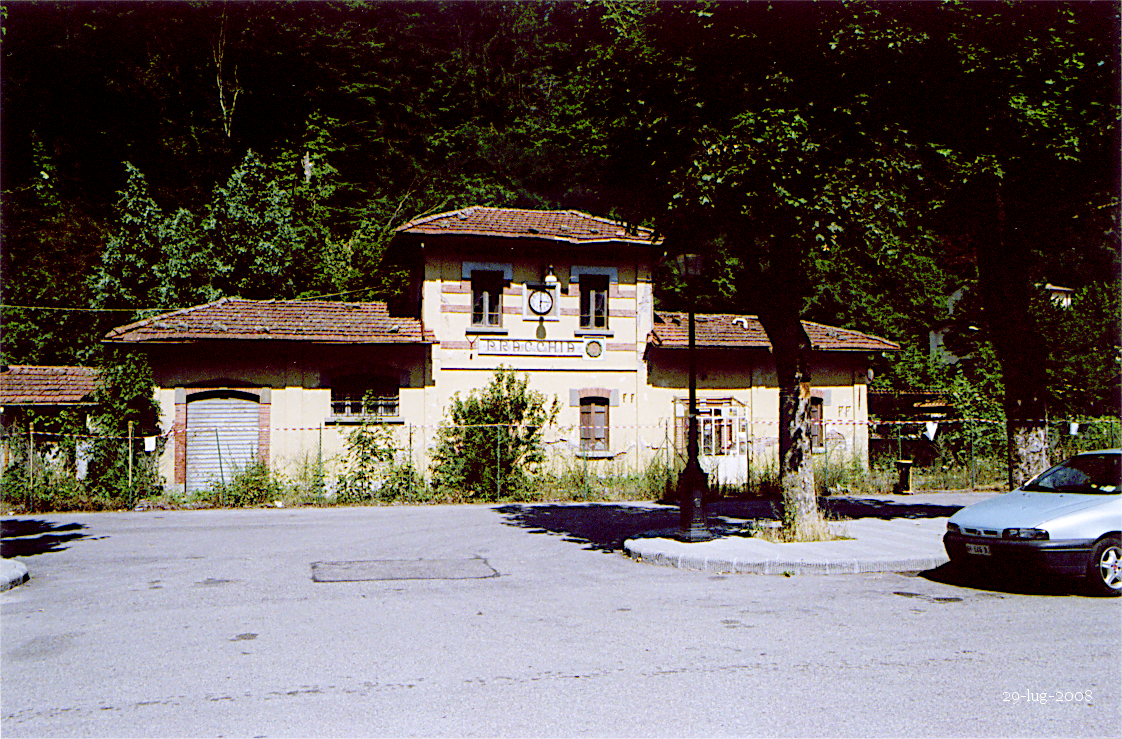
Il fabbricato viaggiatori con annesso magazzino merci di Pracchia FAP ripreso dal lato dei binari nel 2008

La linea aveva inizio dal piazzale esterno della stazione di Pracchia FS a 616 metri s.l.m, dove la FAP, sfruttando l'esiguo terrapieno ottenuto ampliando il piazzale prospiciente il fabbricato viaggiatori della stazione statale (sulla Ferrovia Porrettana), aveva costruito il proprio impianto munito di fabbricato viaggiatori (al km 0,000) con annesso magazzino merci sul lato sud-est dell'edificio, di una rimessa locomotive (al km 0,314), oltre agli scambi di raccordo con il piazzale statale (a scartamento ordinario) per lo scambio delle merci.
Da qui la linea correva quindi per circa 600 metri sulla sponda destra del fiume Reno che attraversava al km 0,583 con un ponte in curva insediandosi sull'attuale sede della ex strada statale 632. Lungo il percorso si incontrava quindi al km 2,358 il casello di Pozzo Verde giungendo poi alla fermata di Pontepetri (km 3,062) e alla successiva stazione di Campo Tizzoro (km 4,224) dotata del solo binario di incrocio e dei binari di raccordo con gli stabilimenti della Società Metallurgica Italiana posti a ridosso della linea a nord e a sud della stessa.
Da questo punto la ferrovia lasciava la sede promiscua e, curvando leggermente verso destra in località Cima al Miglio, proseguiva in sede propria percorrendo la valle del torrente Maresca attraversando la località Cassero per raggiungere l'abitato di Maresca e, al km 6,626, l'omonima stazione (779 metri s.l.m.), una delle più grandi della linea e totalmente in sede propria. Questo impianto era dotato di un fabbricato viaggiatori, un magazzino merci e un piano caricatore coperto da una tettoia di legno di castagno. Inoltre era servita da un binario di incrocio oltre a quello di corsa e due binari tronchi sul lato Pracchia.
Lasciato il paese, la ferrovia attraversava il torrente Maresca grazie ad un viadotto in curva a quattro luci e iniziava l'ascesa verso il monte Oppio mediante due ampi tornanti che ne garantivano una pendenza costante del 40‰. Attraversata la località Alpe Piana, dotata di un casello al km 8,117, si raggiungeva il valico dell'Oppio, displuvio tra il versante adriatico e quello tirrenico, a quota 843 metri s.l.m., punto più alto di tutta la linea. Superato un passaggio a livello si giungeva al km 8,740 alla stazione di Oppio e da questo impianto cominciava la discesa durante la quale la ferrovia tornava in sede promiscua fino alla stazione di Gavinana al km 10,639. Anche questa stazione era dotata di fabbricato viaggiatori con affiancato magazzino merci e piano di carico coperto e scoperto.
All'uscita di questo impianto la ferrovia affrontava una curva verso sinistra, ripiegava su sé stessa per poi affrontare un nuovo tornante verso destra e ripiegare nuovamente in direzione di San Marcello. Superata la casa cantoniera del Cigliaro al km 12,451 arrivava in sede propria a Limestre, sede di un altro stabilimento della Società Metallurgica Italiana direttamente collegato alla FAP, giungendo al km 13,759 all'omonima stazione. Dopo questo impianto la ferrovia rientrava sulla sede stradale all'altezza dell'incrocio con la ex strada statale 66 raggiungendo quindi al km 15,253 l'impianto di testa denominato Stazione di San Marcello Pistoiese (a 621 metri s.l.m.), lo scalo più importante della FAP, sede del deposito locomotive dei mezzi della linea (posto al km 15,044).
Ripartiti da San Marcello, grazie ad un regresso si tornava sulla linea principale e sfruttando uno scambio si proseguiva in direzione di Mammiano dopo aver attraversato a raso e in sede promiscua, sul lato nord della strada, il centro della cittadina. La ferrovia quindi, parte in sede propria e parte sulla strada, dopo un chilometro e mezzo, terminava nella stazione di Mammiano, a 612 metri s.l.m.

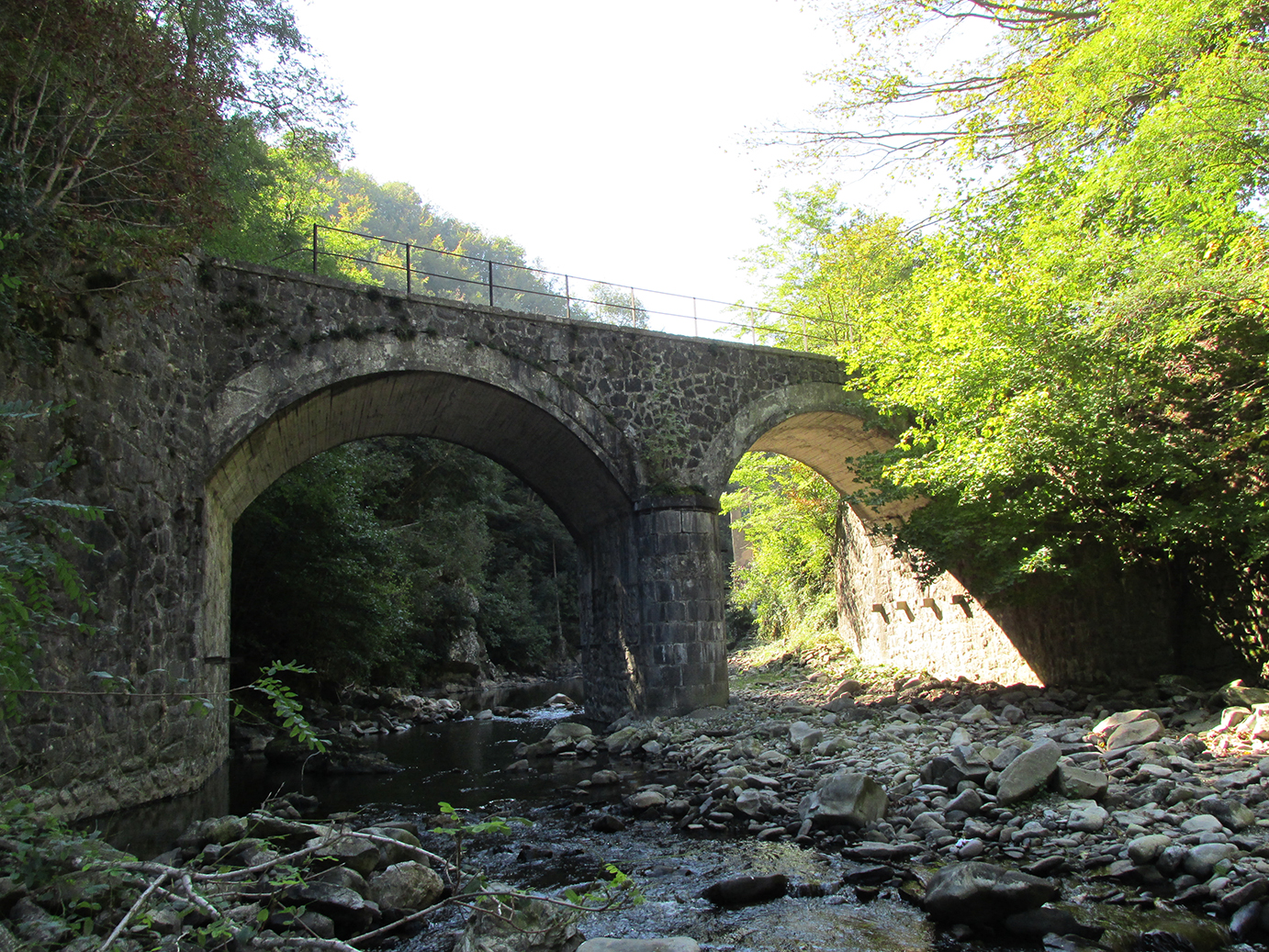
Ponte sul fiume Reno

Il viaggio di circa 17 chilometri richiedeva 45 minuti alla velocità media di 20 chilometri orari.

## Materiale rotabile
Il materiale in servizio sulla Ferrovia Alto Pistoiese di proprietà FAP constava di:
| tipo di veicolo       | quantità | sigla | matricola | costruzione | entrata in servizio | radiazione | note                                                                                 |
| --------------------- | -------- | ----- | --------- | ----------- | ------------------- | ---------- | ------------------------------------------------------------------------------------ |
| elettromotrice        | 3        | A     | 1-3       | 1925        | 1926                | 1965       | potenza 220 kW                                                                       |
| locomotiva elettrica  | 2        | B     | 101-102   | 1925        | 1926                | 1965       | potenza 220 kW                                                                       |
| vettura rimorchiata   | 5        | C     | 201-205   | 1925        | 1926                | 1965       |                                                                                      |
| vettura rimorchiata   | 2        | C     | 206-207   | 1925        | 1941                | 1947       | ricavato dalla trasformazione dell'autotreno Laviosa T3                              |
| carro chiuso          | 4        | Gg    | 301-304   | 1925        | 1926                | 1965       |                                                                                      |
| carro a sponde alte   | 6        | Lg    | 401-416   | 1925        | 1926                | 1965       |                                                                                      |
| carro a sponde alte   | 10       | Lg    | 407-416   | 1908-9      | 1936                | 1946       | ricavato dalla trasformazione di carri delle Tramvie MAMV della provincia di Mantova |
| carro cisterna        | 2        | Sg    | 501-502   | 1925        | 1926                | 1965       | trasformati in carri a sponde alte L 501-502 nel 1946                                |
| carro a sponde basse  | 4        | Pg    | 601-604   | 1925        | 1926                | 1965       |                                                                                      |
| carri ex SMI          | 12       |       |           | 1915-16     | 1925                | 1927       | costruiti per la ferrovia privata SMI e riconvertiti nel 1925                        |
| carrello Langbein     | 4        |       |           | 1949        | 1950                | 1950       |                                                                                      |
| carrello autoscala    | 1        |       |           | 1925        | 1926                | 1965       |                                                                                      |
| carrello scala        | 2        |       |           | 1925        | 1926                | 1965       |                                                                                      |
| carrello manutenzione | 2        |       |           | 1925        | 1926                | 1965       |                                                                                      |

A questo si aggiungevano i carri di proprietà della Società Metallurgica Italiana:
| tipo di veicolo      | quantità | sigla | matricola | costruzione | entrata in servizio | radiazione | note |
| -------------------- | -------- | ----- | --------- | ----------- | ------------------- | ---------- | --- |
| elettromotrice       | 1        | A     | 4         | 1942-43     | 1943                | 1947       | |
| carro a sponde alte  | 5        | Lg    | 701-705   | 1908-9      | 1927                | 1946       | ricavato dalla trasformazione di carri delle Tramvie MAMV della provincia di Mantova; dal 1927 al 1936 avranno matricola Lg 407-411 |
| carro a sponde basse | 4        | Pg    | 605-608   | 1908-9      | 1936                | 1946       | ricavato dalla trasformazione di carri delle Tramvie MAMV della provincia di Mantova                                                |

Tale materiale venne utilizzato fino alla chiusura della linea senza sostanziali variazioni. Le elettromotrici erano dotate in origine di 36 posti a sedere oltre a due terrazzini alle estremità con 11 posti in piedi, mentre le carrozze avevano 43 posti a sedere e 22 in piedi. Con l'unificazione delle classi i posti a sedere diverranno 40 sulle elettromotrici e 48 sulle rimorchiate.
Quale base per la costruzione delle due rimorchiate C206 e C207 fu impiegato l'autotreno Laviosa T3, progettato da Alberto Laviosa ed entrato inizialmente in servizio sulla tranvia Borgo San Donnino-Salsomaggiore, per poi essere trasferito alla TBPM per l'esercizio sulle proprie linee da Bologna per Pieve di Cento e Malalbergo. Tale mezzo era dotato di 38 posti a sedere e 42 in piedi.
Il colore dei mezzi della FAP variò nel corso degli anni: fu bianco e avorio con due fregi sulle fiancate ai tempi dell'inaugurazione, poi fu di colore marrone senza fregi e con la parte superiore color avorio; nel dopoguerra le livree dei mezzi divennero vivaci nei colori bianco e rosso vivo.

## Situazione attuale

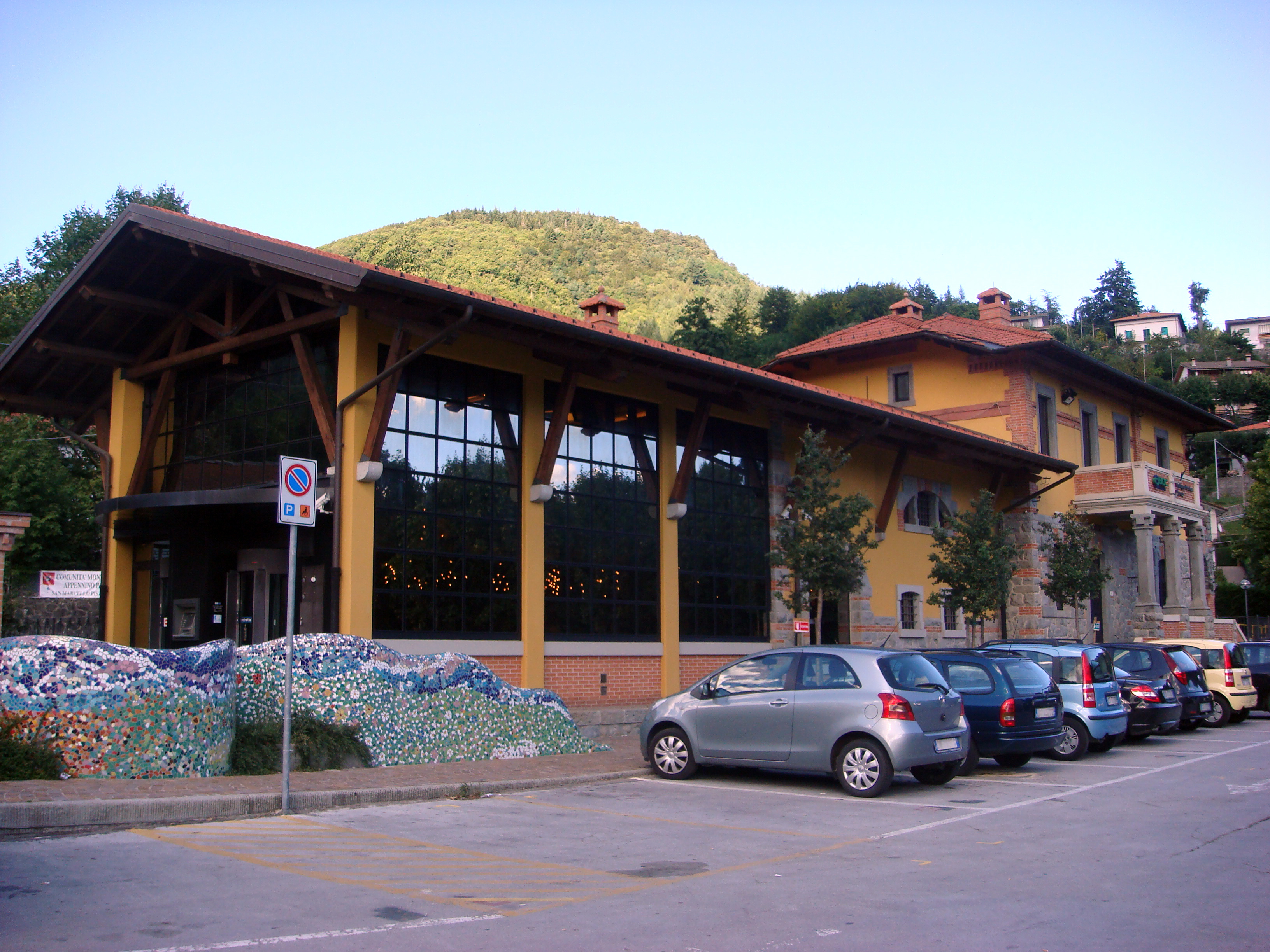
Il fabbricato viaggiatori con annesso magazzino merci della stazione di Maresca, ripresi dall'ex piazzale dei binari (lato San Marcello)

La linea è stata completamente smantellata. In alcuni tratti (specie in quelli in cui la linea correva su sede propria) il tracciato è stato riutilizzato come pista ciclopedonale. L'agenzia per il turismo di Abetone-Pistoia-San Marcello in particolare pubblicizza attraverso un volantino il percorso da Campo Tizzoro a Limestre.
Sono ancora esistenti le due opere architettoniche principali della linea: il ponte sul fiume Reno vicino a Pracchia e il ponte a quattro luci in uscita da Maresca, ora ponte stradale.
Sopravvivono tutte le stazioni, spesso utilizzate per gli scopi più diversi, la maggior parte delle quali conservano ben evidente ancor oggi il nome della stazione con il simbolo della FAP (che furono realizzati con materiale ceramico-lapideo).
Il fabbricato viaggiatori della stazione di San Marcello Pistoiese è attualmente adibito a biglietteria e locale viaggiatori Copit, mentre le rimesse delle locomotive sono state trasformate in deposito e officina degli autobus che hanno sostituito il servizio ferroviario. I fabbricati delle stazioni di Gavinana, Maresca, Mammiano e Campo Tizzoro, per anni lasciati in completo abbandono, negli ultimi decenni sono stati recuperati e sono divenuti sede di attività commerciali della zona. La stazione dell'Oppio è stata riconvertita ad abitazione mentre la stazione di Pontepetri è sede del locale Ecomuseo della montagna pistoiese dedicato alla lavorazione del ferro.